# Baldaquí de Sant Pere
El baldaquí de Sant Pere (1623-1634) (italià: Baldacchino di San Pietro) és una obra monumental de l'italià Gian Lorenzo Bernini. S'ubica al creuer de la Basílica de Sant Pere de la Ciutat del Vaticà, just sota la cúpula, i fou encarregada pel Papa Urbà VIII. El colossal element dissenyat i executat per Bernini, combina elements escultòrics i arquitectònics i cobreix l'altar major de la basílica, que al seu torn se situa sobre la cripta en què es troba la tomba de l'apòstol Sant Pere.

## Descripció
L'obra de Bernini, de 28'5 m d'alçada, es recolza en quatre gegantines columnes salomòniques de 20 m d'alçada. Per al seu muntatge es van fabricar separadament les bases —construïdes en marbre blanc—, els capitells i el fust, que al seu torn es va fabricar en tres segments. Apareixen revestides amb dens ornament de volutes, fulles de llorer i raïms naturalistes. El llorer, que substitueix a fulles de parra que van ocupar la mateixa posició, pot ser una al·legoria del reconegut talent poètic d'Urbà VIII en llengua llatina, ja que amb ell es coronava als poetes clàssics. Els raïms simbolitzen l'eucaristia i apareixen libats per abelles en al·lusió a la família Barberini, en l'escut familiar de la qual figuren tres d'aquests insectes. De fet, en la coronació del baldaquí i en els podis o bases hi ha una profusa presència d'aquests símbols heràldics barberians. També es mostren sols amb halo de raigs com a al·legoria a la mateixa família, ja que aquest és un altre dels elements del seu blasó familiar.
Les columnes són d'ordre corinti, encara que de fust en helicoide, anomenat salomònic. Van rematades per un capitell compost i sobre ell un entaulament, engalanant les cornises amb guardamalletas a manera de garlandes de pendons de fabricació tèxtil. El baldaquí compta amb quatre cornapuntes realitzades per Pietro Bernini i Borromini. A la part superior de l'entaulament apareixen uns angelots de talla doble a la humana, i un grup escultòric de dos querubins que porten respectivament la tiara papal i les claus de Sant Pere com a símbols papals. Després d'ells i amb origen en els capitells s'eleven volutes pergaminades que creen un joc de còncau-convex que introdueix un gran dinamisme, propi del barroc. El conjunt convergeix en un segon entaulament a major cota, coronat per un orbe i una creu sobre el mateix que simbolitzen la universalitat de l'Església. L'entaulament del nivell inferior, que constitueix un sostre sobre l'altar papal, també està ornamentat amb el sol radiant dels Barberini amb l'Esperit Sant en forma de colom en el seu centre.
La posició que ocupa el baldaquí sota la cúpula obliga a avançar l'altar major fins al centre del creuer i no a l'absis, com correspon a la tradició cristiana de l'època. Per recuperar la tradició, Bernini situa un altre element capital a l'absis, en la posició de normalment hauria ocupat l'altar major. Es tracta de la càtedra de Sant Pere, una altra composició barroca del mateix autor construïda entre el 1656 i el 1665.
Per a l'execució del baldaquí es van extreure, fondre i reciclar els bronzes del pronaos del Panteó d'Agripa, si bé hi ha autors que indiquen que la major part del bronze procedeix de Venècia. Prendre materials “prestats” com marbre, metalls, pedres precioses, etc. d'unes obres d'art per fer-les servir en unes altres era una pràctica comuna a Roma. Amb el bronze del Panteó es van fondre també els canons del Castell Sant'Angelo.
El resultat és una obra que malgrat les seves grans dimensions mostra una extraordinària lleugeresa i transparència, fins al punt que sembla onejar amb el vent. Tal és la il·lusió de moviment de l'estructura que sembla que es sacsegen les guardamaletes de la rematada. Res d'això no ha d'estranyar ja que el projecte berninià, s'ha dit, imita l'aparell efímer construït per a la canonització d'Elisabet de Portugal. Resulta sorprenent com harmonitza el baldaquí amb el temple, malgrat el contrast cromàtic -fosc a un ambient clar-, així com de textura i de geometria. Suposa una absoluta ruptura formal amb l'escenari per al qual va ser dissenyat i no obstant hi encaixa tan bé que es converteix en un dels elements més essencials.